# Anselme Lacadé
Anselme Lacadé (1804-1866) a été maire de Lourdes (France) de 1848 à 1866. En tant que tel, il dut gérer l'affaire des Apparitions mariales qui, en 1858, bouleversèrent la destinée de sa ville. Prudent quant au fond de l'affaire, il comprit rapidement l'intérêt économique que pouvait tirer sa ville de l'affluence des visiteurs et pèlerins.

## Son œuvre
Notaire de profession, Lacadé a été un maire entreprenant qui, dès le début de son mandat, engagea des travaux qui transformèrent profondément la physionomie de ce qui était alors une modeste bourgade pyrénéenne. Ces travaux, urbanistiques entre autres, étaient déjà bien entamés avant les changements imposés par l'accueil de pèlerinages. L'arrivée du chemin de fer à Lourdes, sur la Ligne Toulouse - Bayonne, avec sa transversale Lourdes-Pierrefitte, est la grande réalisation que l'on doit à la municipalité Lacadé qui suivit les propositions de l'ingénieur Colomès de Juillan de la Compagnie des Chemins de fer du Midi. En 1854, donc avant les Apparitions, la concession gratuite des terrains communaux nécessaires à l'implantation de la ligne fut attribuée à la compagnie des chemins de fer. La ligne fut ouverte le 9 avril 1865 avec 5 trains spéciaux de pèlerinage, transportant 3500 personnes, qui entrèrent en gare.
Anselme Lacadé sut utiliser de bons appuis dont le ministre influent Achille Fould, député des Hautes-Pyrénées, et des évènements majeurs comme le passage des souverains, Napoléon III et Eugénie de Montijo, à Lourdes en août 1859, quand ils se rendirent à Saint-Sauveur pour une cure thermale et y programmer de grands travaux.

## Anselme Lacadé et lesApparitions
Les évènements de 1858 à Massabielle échappèrent en partie à l'emprise de la municipalité qui resta prudente vis-à-vis de l'autorité de tutelle laquelle s'émut davantage de l'ampleur des évènements. Par plusieurs correspondances, plutôt en style télégraphique, le maire Lacadé rendit compte du mouvement des foules et de la sécurité en ville non troublée malgré les étrangers. Toutefois, le 8 juin 1858, influencé par son préfet de tutelle, Massy, Lacadé fut conduit à prendre un arrêté interdisant l'accès à la source à laquelle "un grand nombre de ses administrés et des personnes étrangères à la commune viennent chercher de l'eau". Cet épisode est connu comme étant celui des barrières qui enrayèrent momentanément les mouvements vers la Grotte. Mais la venue à la Grotte de l'Amirale Bruat, gouvernante du prince impérial, accompagnée d'une religieuse, puis du journaliste Louis Veuillot, directeur du journal parisien l'Univers, accompagné de trois prêtres, aura pour conséquence de relancer ces mouvements. Des procès-verbaux sont dressés en nombre par le commissaire Jacomet. Entre-temps l'affaire Bruat-Veuillot influence la cour impériale et pèse sur la décision du ministre Achille Fould en faveur d'une liberté d'accès. Le préfet Massy s'incline sur une lettre adressée par Napoléon III depuis Biarritz. Plus tard, il sera muté à Grenoble. Le 5 octobre, Lacadé retire officiellement son arrêté. Toute la population de Lourdes ira avant le soir, prier à la Grotte et « boire de l'eau de la source miraculeuse ». Dans toute cette affaire, Lacadé, rationaliste dans le fond, se sera comporté avec prudence et un sens de l'opportunité joint à celui de l'autorité dont il témoigna dans cette circonstance et dans d'autres.
Lacadé est au cœur de la transformation de la ville de Lourdes. Un monde sépare la cité de 1866 de celle de 1848. L'impulsion donnée par les édiles de cette période sera la source des améliorations introduites par les municipalités suivantes.